# Ever Dream
"Ever Dream" é o oitavo single da banda finlandesa de metal sinfônico Nightwish, que foi lançado como parte do álbum Century Child em 3 de maio de 2002 pela Spinefarm Records.
A canção foi certificada com Disco de Ouro na Finlândia dois dias após seu lançamento, por mais de 5 mil cópias vendidas, ganhando posteriormente Disco de Platina por mais de 10 mil cópias comercializadas, além de ter ficado por 18 semanas nas paradas finlandesas, e em primeiro lugar durante mais de um mês.

## Performances ao vivo
Ao vivo a canção é iniciada de modo diferente, a princípio sendo usados apenas teclado e vocais presentes no primeiro verso, com os demais instrumentos sendo tocados em seguida.
"Ever Dream" foi escrita para a voz de Tarja Turunen. Ela cantou a canção de forma menos operística do que as anteriores, como "Sacrament of Wilderness" por exemplo. O Nightwish continuou a tocá-la ao vivo com a substituta de Tarja, Anette Olzon, embora eles não tenham gravado uma versão com ela em estúdio. Entretanto, "Ever Dream" foi a canção que Anette enviou à banda para se candidatar ao posto de vocalista na época em que eles buscavam a nova cantora do grupo.
Posteriormente, com a entrada de Floor Jansen na banda, a canção permaneceu no repertório de turnês, embora não haja nenhuma regravação com ela também, a não ser a versão ao vivo presente no DVD Showtime, Storytime.

## Faixas
| N.º            | Título                     | Compositor(es)                | Duração |  |
| 1.             | "Ever Dream"               | Tuomas Holopainen             | 4:45    |  |
| 2.             | "The Phantom of the Opera" | Charles Hart, Richard Stilgoe | 4:11    |  |
| 3.             | "The Wayfarer"             | Holopainen                    | 3:23    |  |
| Duração total: | Duração total:             | Duração total:                | 12:19   |  |

## Desempenho nas paradas
| País      | Parada (2002)           | Melhor posição |
| --------- | ----------------------- | -------------- |
| Finlândia | Suomen virallinen lista | 1              |

## Créditos
A seguir estão listados os músicos e técnicos envolvidos na produção do single "Ever Dream":

### A banda
- Tuomas Holopainen – teclado
- Emppu Vuorinen – guitarra
- Tarja Turunen – vocais
- Jukka Nevalainen – bateria, percussão
- Marco Hietala – baixo, vocais